# Zweite Schnellfahrstrecke Qingdao–Jinan
| Schnellfahrstrecke Qingdao–Jinan 济青高速铁路 | Schnellfahrstrecke Qingdao–Jinan 济青高速铁路 |
| --------------------------------------------- | --------------------------------------------- |
|                                               |                                               |
| Streckenlänge:                                | 308 km                                        |
| Spurweite:                                    | 1435 mm (Normalspur)                          |
| Stromsystem:                                  | 25.000 V / 50 Hz ~                            |
| Minimaler Radius:                             | 7000 m m                                      |
| Streckengeschwindigkeit:                      | 350 km/h                                      |
| Zweigleisigkeit:                              | durchgehend                                   |
|                                               |                                               |

Die zweite Bahnstrecke Qingdao–Jinan, chinesisch 济青高速铁路, Pinyin Jì Qīng Gāosù Tiělù, ist eine Schnellfahrstrecke zwischen der Hafenstadt Qingdao und Jinan in der Provinz Shandong, in der Volksrepublik China. Sie ist nach der Jiaozhou Bay–Jinan-Reisezugstrecke, der Jiaoji PDL, die zweite Eisenbahnstrecke, die Qingdao mit Jinan verbindet und von Hochgeschwindigkeitszügen befahren werden kann.  

## Geschichte
Bereits 1904 ging zwischen den beiden Städten die Schantung-Bahn in Betrieb. Diese wurde durch die Ende 2008 eröffnete zweigleisige, elektrifizierte Schnellfahrstrecken zwischen Quingdao und Jinan ergänzt. Sie trägt den chinesischen Namen 胶济客运专线 deutsch ‚Jiaonji-Reisezugstrecke‘, englisch Jiaoji PDL, wobei Jiao als Abkürzung für Jiaozhou Bay steht, wo sich Qingdao befindet, und Ji für Jinan. Die englische Abkürzung PDL steht für Passanger Dedicated Line ‚für Reisezüge bestimmte Strecke‘. Die Jiaoji PDL wurde für 250 km/h trassiert. Sie verläuft mehrheitlich parallel zur Schantung-Bahn außer an Stellen, wo diese Enge Kurvenradien aufweist. 
Qingzhou wird nördlich umfahren. 2015 wurde mit dem Bau einer zweiten Schnellfahrstrecke begonnen, die ungefähr 10 Kilometer weiter nördlich verläuft und eine maximale Geschwindigkeit von 350 km/h zulässt. Sie wurde am 26. Dezember 2018 als dritte Verbindung zwischen den beiden Städten eröffnet. Ein Haptbauwerk ist der 10,1 km lange Qingyang-Tunnel zwischen Zouping und Zhangqiu Nord.

## Technik
Die mit 25 kV 50 Hz elektrifizierte, zweigleisige Strecke ist knapp 308 km lang und überwiegend für 350 km/h Höchstgeschwindigkeit ausgelegt. Nur der Abschnitt zwischen Jiaozjou Bei und Hongdao lässt diese Geschwindigkeit nicht zu. Der Abstand zwischen den Gleisachsen beträgt 5 m. Der minimale Kurvenradius liegt bei 7000 m. 254 km (82,5 %) der Strecke verlaufen auf Brücken oder sind aufgeständert. 17,4 km der Trasse verlaufen in Tunneln. Die Strecke hat 11 Bahnhöfe. Die Kosten für den Bau betrugen 59,9 Mrd. Renminbi (7,8 Mrd. Euro).

## Verkehr
Die schnellsten Verbindungen auf der Neubaustrecke benötigen zwischen den beiden Städten eine Fahrzeit von einer Stunde und 40 Minuten. Vor der Eröffnung der Strecke betrug die kürzeste Fahrzeit zwei Stunden und 20 Minuten. Die meisten Züge fahren in Qingdao nicht den Hauptbahnhof an, sondern benutzen den Knotenbahnhof Qingdao Bei, der an das U-Bahn-Netz von Qingdao angeschlossen wird.